# Mahmut Atalay
Mahmut Atalay (Çorum, 30 marzo 1934 – Ankara, 4 dicembre 2004) è stato un lottatore turco, specializzato nella lotta libera.

## Palmarès
- Giochi olimpici

Città del Messico 1968: oro nei pesi welter.
- Mondiali

Sofia 1963: bronzo nei pesi welter.
Manchester 1965: argento nei pesi welter.
Toledo 1966: oro nei pesi welter.
- Europei

Karlsruhe 1966: argento nei pesi welter.
Istanbul 1967: argento nei pesi welter.
- Giochi del Mediterraneo

Beirut 1959: oro nei pesi welter.
Napoli 1963: oro nei pesi welter.
- Balcanici

Istanbul 1962: oro nei pesi welter.
Jambol 1965: oro nei pesi welter.